# Oscar Dertycia
Oscar Alberto Dertycia Álvarez (Cordoba, 3 de março de 1965) é um ex-futebolista profissional argentino que atuava como atacante.

## Carreira
Oscar Dertycia se profissionalizou no Instituto Córdoba.

## Seleção
Oscar Dertycia integrou a Seleção Argentina de Futebol na Copa América de 1987.